# Bundesgerichtsgebäude

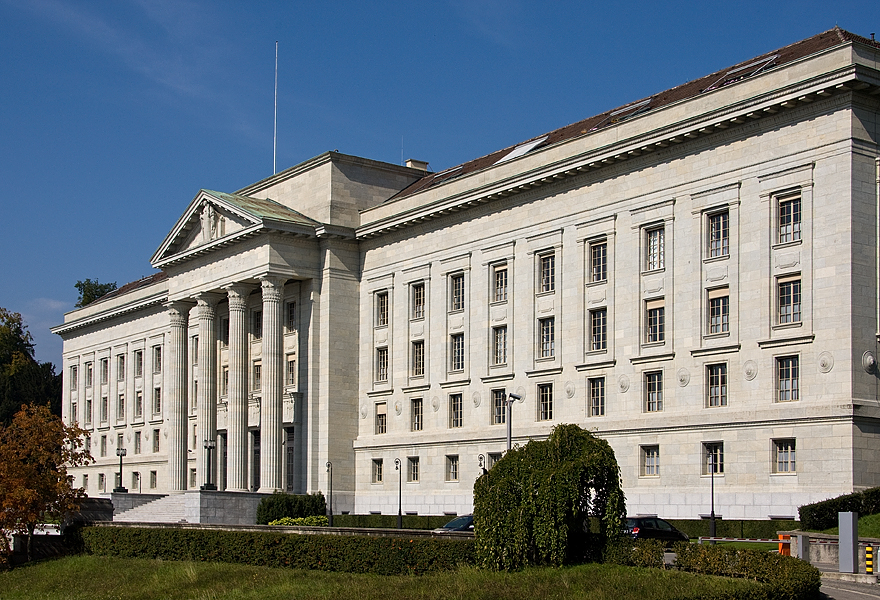
Bundesgerichtsgebäude in Lausanne

Das Bundesgerichtsgebäude steht in Lausanne im Kanton Waadt. Es ist der Hauptsitz des Bundesgerichts und zählt zu den Kulturgütern von nationaler Bedeutung im Kanton Waadt.

## Lage
Das Bundesgerichtsgebäude befindet sich im Park Mon-Repos im Stadtteil Mousquines/Bellevue.

## Geschichte
Mit der Totalrevision der Bundesverfassung im Jahr 1874 wurde das Bundesgericht zu einem ständigen Gerichtshof. Zunächst war es von 1875 bis 1886 im Casino de Derrière-Bourg untergebracht, einem nahe der Kirche Saint-François in Lausanne gelegenen Gebäude, das 1891 abgerissen wurde. Anschliessend zog das Gericht in das Palais de Justice, welches zwischen 1881 und 1886 unter der Leitung des Architekten Benjamin Recordon speziell für diesen Zweck errichtet worden war.
Da die Platzverhältnisse an diesem Standort jedoch knapp wurden, entschied die Bundesversammlung 1910 ein neues und grösseres Gerichtsgebäude zu erstellen. Hierfür suchte der Stadtrat von Lausanne nach einem geeigneten Standort für einen Neubau. Als potenzielles Grundstück wurde das Anwesen „Mon Repos“ im Nordosten der Stadt identifiziert, das sich im Besitz von G. Perdonnet befand. Die Stadt Lausanne sicherte sich durch einen Vertrag das Vorkaufsrecht auf die Liegenschaft zu einem Preis zwischen 1,8 und 2,1 Millionen Franken. Geplant war, den oberen Teil des Grundstücks für den Bau des neuen Bundesgerichts sowie mögliche zukünftige Erweiterungen zu nutzen, während das restliche Areal entweder vollständig als öffentliche Parkanlage erhalten oder teilweise für Bauzwecke parzelliert werden sollte.
Im Jahr 1913 wurde ein Architekturwettbewerb ausgeschrieben, welchen die Neuenburger Architekten Louis-Ernest Prince und Jean Béguin gewannen. Mit Unterstützung von Jacques Béguin, Jeans Sohn, sowie dem Bundesvertreter Alphonse Laverrière erarbeiteten sie von 1914 bis 1921 verschiedene Entwürfe, welche unter anderem wegen der starken Inflation während des Ersten Weltkriegs mehrmals revidiert wurden mussten. Der finale Entwurf ging von Kosten in Höhe von 7,5 Millionen Franken aus. Das Gebäude wurde schliesslich von 1922 bis 1927 gebaut.
Von 1996 bis 2000 wurde das Gebäude um zwei Erweiterungsbauten ergänzt.

## Architektur

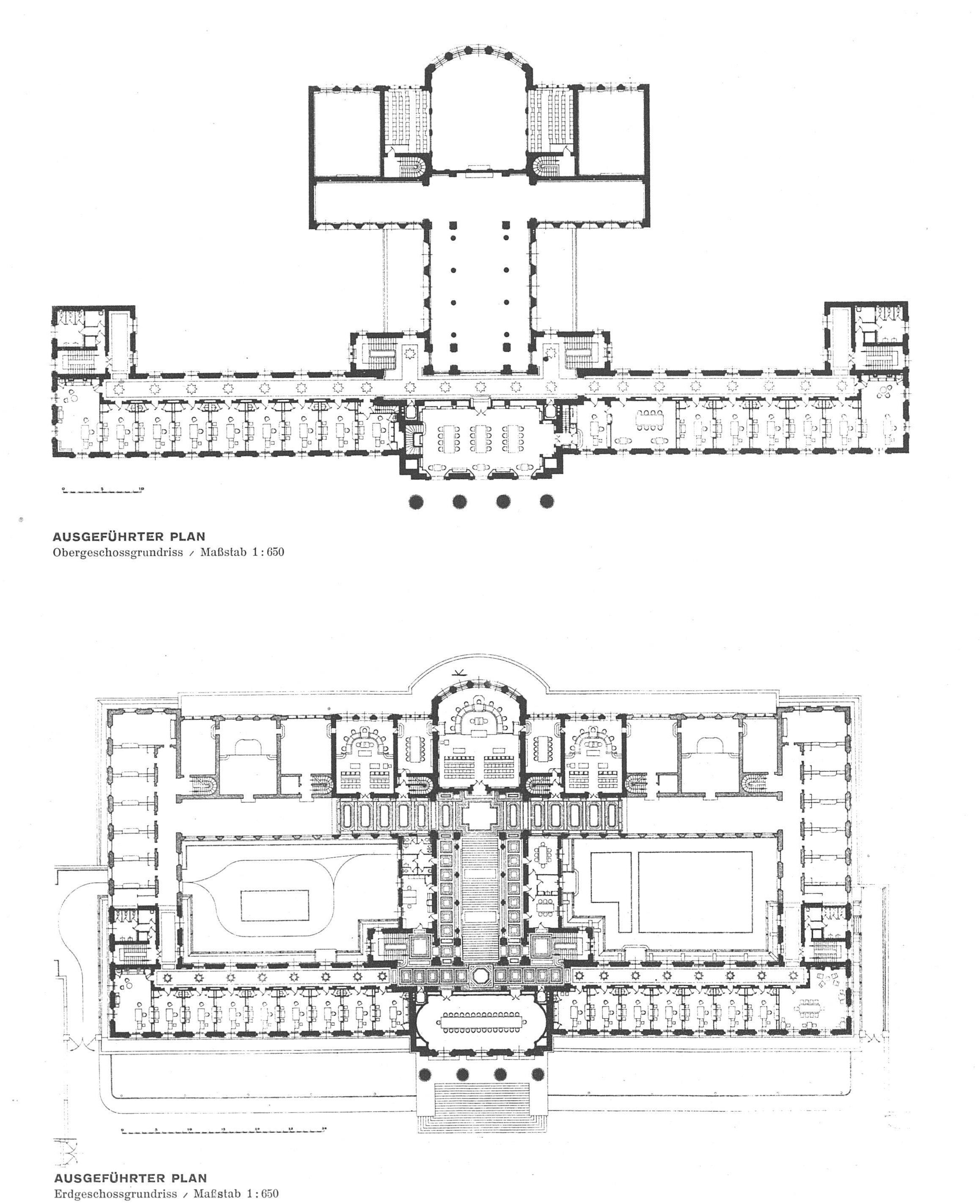
Grundriss vor der Erweiterung

Das Gebäude ist im neoklassizistischen Stil gebaut. Der Mittelbau ist als Portikus mit vier korinthischen Säulen ausgeführt. Zwischen diesen befinden sich die drei Haupteingänge, die symbolisch für die drei damals anerkannten Landessprachen Deutsch, Französisch und Italienisch stehen. Der Portikus wird von zwei symmetrischen Gebäudeflügeln flankiert.
Das Hauptportal ist über eine Freitreppe zu erreichen. Am Architrav (Horizontalbalken über den Säulen) ist die lateinische Inschrift «Lex – Justitia – Pax» («Gesetz – Recht – Frieden») zu lesen. Im Giebelfeld darüber steht die personifizierte Justitia – ohne Augenbinde und Waage, aber mit dem blanken Schwert in der Hand, welches die Macht des Gesetzes symbolisiert.
In der zweiten Etage des Gebäudes befinden sich drei prächtig gestaltete Säle, die verschiedenen Abteilungen des Bundesgerichts als Beratungsräume dienen (Grosser Saal, Blauer Saal, Roter Saal). Ihre Gestaltung ist im Jugendstil mit Elementen des Art déco gehalten. Auf derselben Etage befinden sich auch der Plenarsaal und der Lesesaal. In der dritten Etage ist eine Bibliothek untergebracht.